# Eliteserien 2015-2016 (calcio a 5)
La Eliteserien 2015-2016 è stato l'8º campionato ufficiale norvegese di calcio a 5. La vittoria finale è andata al Sandefjord, che ha chiuso l'annata davanti al Grorud ed al Vesterålen. Krohnsminde e Pumas sono invece retrocesse.

## Classifica
|  | Pos. | Squadra        | Pt | G  | V  | N | P  | GF | GS | DR  |
|  | ---- | -------------- | -- | -- | -- | - | -- | -- | -- | --- |
|  | 1.   | Sandefjord     | 44 | 18 | 13 | 5 | 0  | 74 | 30 | +44 |
|  | 2.   | Grorud         | 30 | 18 | 9  | 3 | 6  | 66 | 55 | +11 |
|  | 3.   | Vesterålen     | 28 | 18 | 9  | 1 | 8  | 76 | 59 | +17 |
|  | 4.   | Sjarmtrollan   | 28 | 18 | 8  | 4 | 6  | 68 | 52 | +16 |
|  | 5.   | Tiller         | 25 | 18 | 7  | 4 | 7  | 58 | 64 | -6  |
|  | 6.   | Vegakameratene | 24 | 18 | 7  | 3 | 8  | 46 | 48 | -2  |
|  | 7.   | KFUM Oslo      | 24 | 18 | 7  | 3 | 8  | 49 | 55 | -6  |
|  | 8.   | Nordpolen      | 22 | 18 | 6  | 4 | 8  | 63 | 62 | +1  |
|  | 9.   | Krohnsminde    | 22 | 18 | 7  | 1 | 10 | 62 | 90 | -28 |
|  | 10.  | Pumas          | 8  | 18 | 2  | 2 | 14 | 49 | 96 | -47 |